# 22 점프 스트리트
《22 점프 스트리트》(영어: 22 Jump Street)는 2014년에 공개된 미국의 버디 경찰 액션 코미디 영화이다. 채닝 테이텀, 조나 힐이 주연했다. 2012년 영화 《21 점프 스트리트》의 속편이다.

## 출연
- 조나 힐
- 채닝 테이텀
- 페테르 스토르마레
- 와이엇 러셀
- 앰버 스티븐스
- 질리언 벨
- 아이스 큐브
- 키스 루커스
- 케네스 루커스
- 닉 오퍼먼
- 지미 테이트로
- 크레이그 로버츠
- 마크 에번 잭슨
- 퀸 라티파
- 디플로
- 더스틴 응우옌
- 리처드 그리코
- 데이브 프랭코
- 롭 리글
- H. 존 벤저민
- 패튼 오즈월트
- 빌 헤이더
- 애나 패리스
- 캐럴라인 에런
- 세스 로건 (크레디트 미기재)

## 기타 제작진
- 배역: 진 매카시
- 세트: 트레이시 A. 도일
- 의상: 리사 에번스